# Jean Segura
Pour les articles homonymes, voir Segura (homonymie).
Jean Carlos Enrique Segura (né le 17 mars 1990 à San Juan, Porto Rico) est un joueur d'arrêt-court des Marlins de Miami de la Ligue majeures de baseball.

## Carrière

### Angels de Los Angeles
Jean Segura commence sa carrière professionnelle en ligues mineures avec un club-école des Angels de Los Angeles en 2007.
En janvier 2012, Baseball America considère Segura comme le meilleur joueur d'avenir de l'organisation des Angels après Mike Trout, qui est entre-temps passé en Ligues majeures. Il est 57e dans le palmarès des 100 meilleurs joueurs d'avenir par Baseball America en 2011 et 55e en 2012.
Il participe au match des étoiles du futur en 2012 à Kansas City.
Il fait ses débuts dans le baseball majeur avec les Angels le 25 juillet 2012. C'est son seul match pour les Angels : le 27 juillet, avec les lanceurs des ligues mineures Johnny Hellweg et Ariel Peña, il passe aux Brewers de Milwaukee en retour du lanceur étoile Zack Greinke.

### Brewers de Milwaukee

#### Saison 2012
En 45 matchs joués en 2012, tous sauf un avec les Brewers, Segura maintient une moyenne au bâton de ,258 avec 19 points marqués, 14 points produits et 7 buts volés. Il réussit son premier coup sûr dans les majeures le 8 août 2012 aux dépens du lanceur Mat Latos des Reds de Cincinnati.

#### Saison 2013
Invité pour la première fois au match des étoiles à la mi-saison, il connaît une brillante saison 2013 où il se classe dans le top 10 de la Ligue nationale dans plusieurs catégories offensives : 8e avec 174 coups sûrs, 3e pour les simples avec 131, 2e avec 10 triples et 2e pour les buts volés avec 44, seulement deux de moins que le meneur Eric Young. Segura maintient une moyenne au bâton de ,294 avec 12 circuits, 74 points marqués et 49 points produits en 146 parties jouées.
Il réussit son premier coup de circuit dans les majeures le 5 avril 2013 à Milwaukee aux dépens du lanceur Wade Miley des Diamondbacks de l'Arizona.

##### Le «vol du premier but»
Le 19 avril 2013, Jean Segura est sauf sur une séquence de jeu désordonnée se concluant sur ce qui s'apparente à un « vol du premier but », ce qui est interdit. Avec Segura posté au deuxième but et Ryan Braun au premier, les Brewers tentent un double vol de buts. Le lanceur des Cubs de Chicago devine la stratégie et lance au troisième coussin pour prendre Segura en souricière et le forcer à retraiter au deuxième but... où déjà se trouve Braun. Puisque Segura a touché le deuxième but sans qu'un joueur adverse n'applique la balle sur lui, il est sauf et Braun est retiré puisqu'il se trouve au but auquel son coéquipier à droit. Mais Segura, croyant être retiré, quitte le but et Luis Valbuena des Cubs applique la balle sur lui, ce qui aurait dû en principe être le second retrait (manqué par les arbitres). Au milieu de la confusion, Segura retraite vers l'abri des joueurs (situé du côté du premier but) mais est informé par un instructeur qu'il n'a pas été déclaré retiré. Segura se poste alors au premier coussin. Jugé sauf par les arbitres, ce coureur parti du deuxième se retrouve ainsi au premier but à la conclusion de la séquence de jeu. La décision des arbitres se base sur la règle 7.08(i) qui interdit à un joueur de courir les buts dans le sens inverse (horaire) si son intention est de « confondre la défensive ou ridiculiser le jeu » (« confuse the defense or make a travesty of the game »).
La Ligue majeure de baseball commente plus tard la décision en disant que Segura aurait dû être retiré en vertu de la règle 7.08(a) interdisant à un joueur d'« abandonner l'effort » (« abandoning the effort ») de courir les buts. De plus, l'instructeur Garth Iorg des Brewers, posté hors des limites du terrain, agrippe Segura et le pousse vers le premier but, ce qui contrevient au règlement sur l'interférence, interdisant à un instructeur de nuire à un jeu en cours. La succession d'événements est si inhabituelle que les marqueurs officiels estiment qu'il n'existe même pas de façon correcte de noter le jeu à la feuille de match et d'y justifier la raison pour laquelle un coureur parti du deuxième commence le jeu suivant au premier but.
La demi-manche durant laquelle cette scène se déroule se termine avec Segura retiré en tentative de vol en essayant de reprendre le deuxième but.

#### Saison 2014
En 146 matchs en 2014, sa moyenne au bâton chute à ,246 et sa moyenne de présence sur les buts descend à seulement ,289. Il réussit 20 vols de buts.

#### Saison 2015
Incapable de rehausser son jeu à son niveau de 2013, Segura frappe pour ,257 de moyenne au bâton avec 6 circuits, 50 points produits et 25 buts volés à sa dernière saison à Milwaukee en 2015. Sa moyenne de présence sur les buts descend encore de quelques échelons, passant de ,289 en 2014 à ,281.
Il quitte les Brewers après 478 matchs joués sur 4 saisons. Pour Milwaukee, Segura frappe de 2012 à 2015 dans une moyenne de ,266 avec 23 circuits, 144 points produits, 96 buts volés et une moyenne de présence sur les buts de ,302.

### Diamondbacks de l'Arizona
Le 30 janvier 2016, Milwaukee échange Jean Segura et le lanceur droitier Tyler Wagner aux Diamondbacks de l'Arizona contre la lanceur droitier Chase Anderson, le vétéran joueur de deuxième but Aaron Hill et l'arrêt-court des ligues mineures Isan Diaz.
Segura joue au deuxième but en 2016 pour Arizona, tandis que Nick Ahmed occupe l'arrêt-court. Segura est le joueur de la Ligue nationale qui frappe le plus de coups sûrs, avec 203 en 2016. Il frappe un sommet personnel de 20 circuits et ajoute 33 vols de buts. Il récolte quelques voix au scrutin désignant le joueur par excellence de l'année en Ligue nationale, prenant le 13e rang du vote.

### Mariners de Seattle
Les Diamondbacks profitent de la forte saison de Segura en 2016 pour l'utiliser comme monnaie d'échange lors de la saison morte suivante. Le 23 novembre 2016, Arizona le cède donc, avec le joueur de champ extérieur Mitch Haniger et le lanceur gaucher Zac Curtis, aux Mariners de Seattle contre le lanceur droitier Taijuan Walker et l'arrêt-court Ketel Marte.